# Casekirchen
Casekirchen là một đô thị thuộc huyện Burgenland, bang Sachsen-Anhalt, Đức. Đô thị Casekirchen có diện tích 8,83 km², dân số thời điểm ngày 31 tháng 12 năm 2006 là 273 người.